# دانيلي بالي
دانيلي بالي (بالإيطالية: Daniele Balli)‏ (16 سبتمبر 1967 بفلورنسا في إيطاليا - ) هو لاعب كرة قدم إيطالي في مركز حراسة المرمى. لعب مع نادي إمبولي ونادي بيزا ونادي بيستويسي ونادي ترنانا ونادي ترينتو ونادي ساليرنيتانا وإيه جي نوسرينا 1910 ‏ وASD SEF Tempio Pausania ‏ وAssociazione Calcio Fucecchio ‏ وReal Cerretese ‏.

## روابط خارجية
- دانيلي بالي على موقع قاعدة بيانات كرة القدم.إي يو (الإنجليزية)
- دانيلي بالي على موقع عالم كرة القدم.نت (الإنجليزية)